# 예브게니 폿클레트노프
예브게니 보리소비치 폿클레트노프(러시아어: Евгений Борисович Подклетнов)는 러시아의 과학자이다.
1996년, 핀란드 탐페레 공과 대학교에서 물리학자로 근무하던 러시아 과학자 예브게니 폿클레트노프(Evgeny Podkletnov)는 중력을 상쇄할 뿐만 아니라 실제로 차단하는 장치를 만들었다고 주장했다. 이것은 마이스너 효과처럼 초전도체를 이용한 것이었다.
그는 초전도체인 이트륨, 바륨, 구리 산화물로 만들어진 지름 30cm의 원반을 사용했다. 이 원반을 -230℃로 냉각시키고 5000rpm으로 회전시키자, 그 위에 올려놓은 물체의 무게가 약 2% 감소하는 효과가 나타났다고 한다. 그는 공기의 흐름이나 그 밖의 자기현상(예컨대 마이스너 효과)이 실험에 영향을 미치지 않게 하려고 각별한 노력을 기울였다고 강조했다.
그 이야기가 언론에 보도되자, 탐페레 공과 대학교는 그를 해고했다. 필시 그의 연구를 엉터리라고 판단하고 대학의 명성에 흠이 될 것이라고 생각했기 때문일 것이다. 얼마 후 폿클레트노프는 그 문제를 다룬 과학 논문의 발표를 취소했다. 전 세계 대학과 민간 연구소와 심지어 NASA까지도 그의 연구 결과를 재현하려고 시도해보았지만, 아무도 성공하지 못했다. 폿클레트노프가 자신이 사용한 실험 장비를 정확하게 알려주지 않은 것도 하나의 원인이었다.

## 같이 보기
- 반중력